# 147 (nombre)
Cet article concerne le nombre 147. Pour l'année, voir 147.
147 (cent quarante-sept) est l'entier naturel qui suit 146 et qui précède 148.

## En mathématiques
Cent quarante-sept est :
- un multiple de 3
- un multiple de 7
- un multiple de 21
- un multiple de 49

## Dans d'autres domaines
Cent quarante-sept est aussi :
- Années historiques : -147, 147
- Ligne 147 (Infrabel)
- Au snooker, le plus grand break[1] possible sans faute de l'adversaire est de 147 points : cette valeur peut servir à désigner un tel break.